# Castrul roman Resculum
Resculum (Bologa, județul Cluj) a fost un castru antic roman și cea mai veche așezare din zonă.

## Istoric
A fost ridicat în jurul anului 106 d.Hr., drept garnizoană a cohortelor I Aelia Gaestorum milliaria și a II-a Hispanorum, a căror misiune era, probabil, apărarea graniței Imperiului Roman. Pe măsură ce romanii au încercat să consolideze granițele, în secolul II au fost aduși coloniști din Grecia, se crede din zona Patras.
Ruinele castrului sunt vizibile și astăzi în locul numit Grădiște, deși majoritatea zonei a fost folosită ca suprafață agricolă. În apropierea acestuia există și ruinele unei băi romane.

## Galerie de imagini

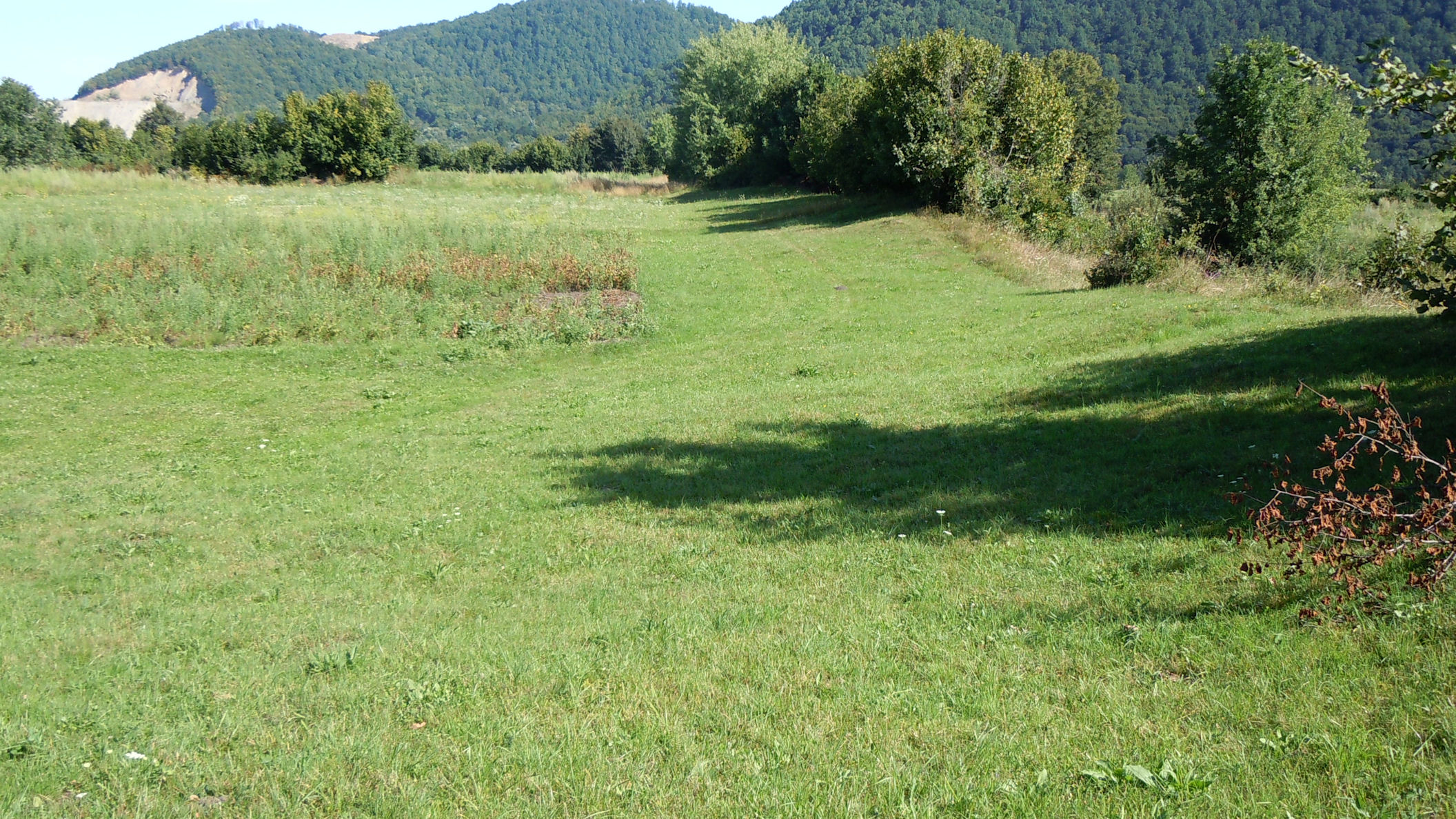
Castrul Resculum de la localitatea românească Bologa
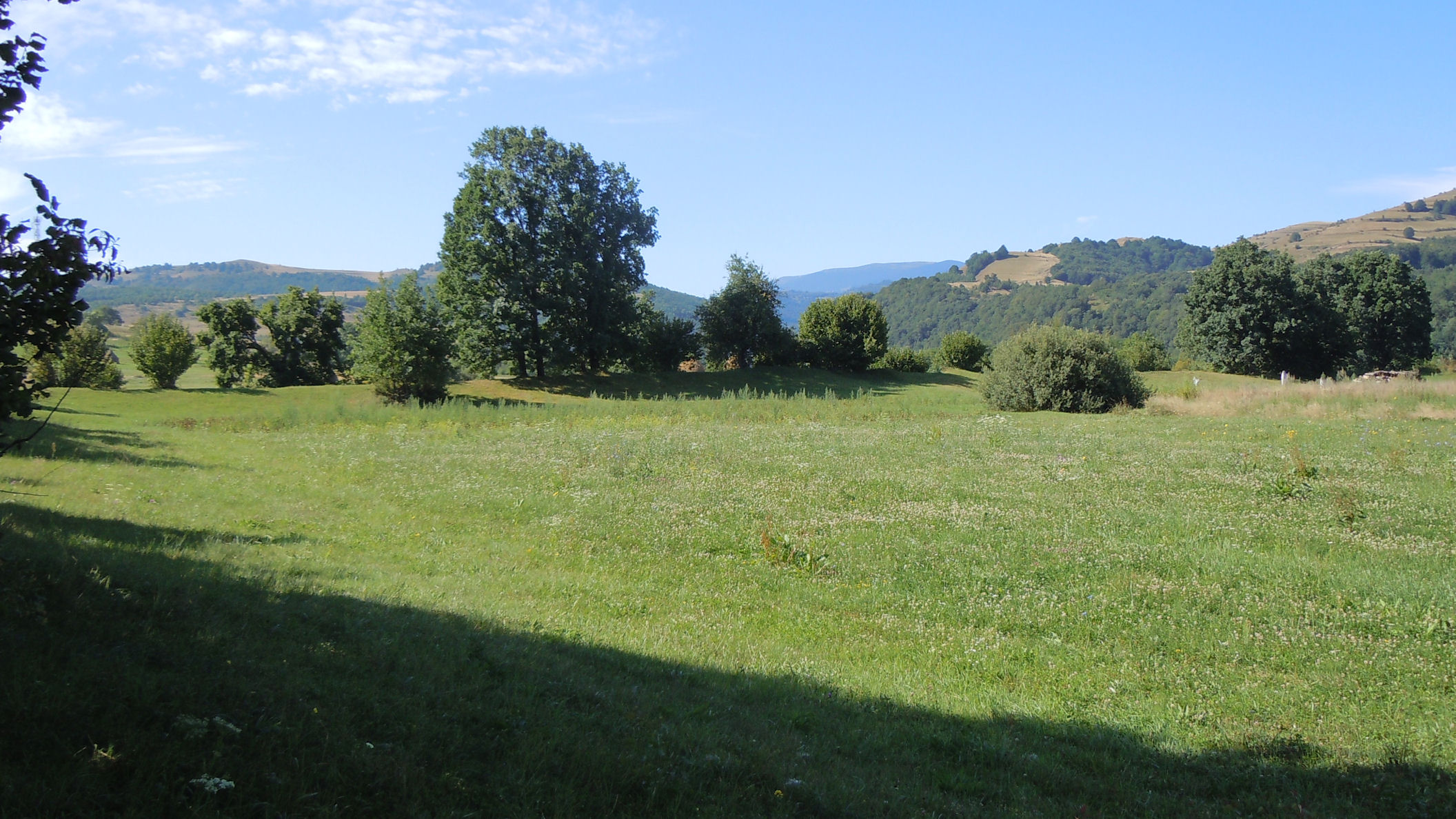
Castrul Resculum de la localitatea românească Bologa
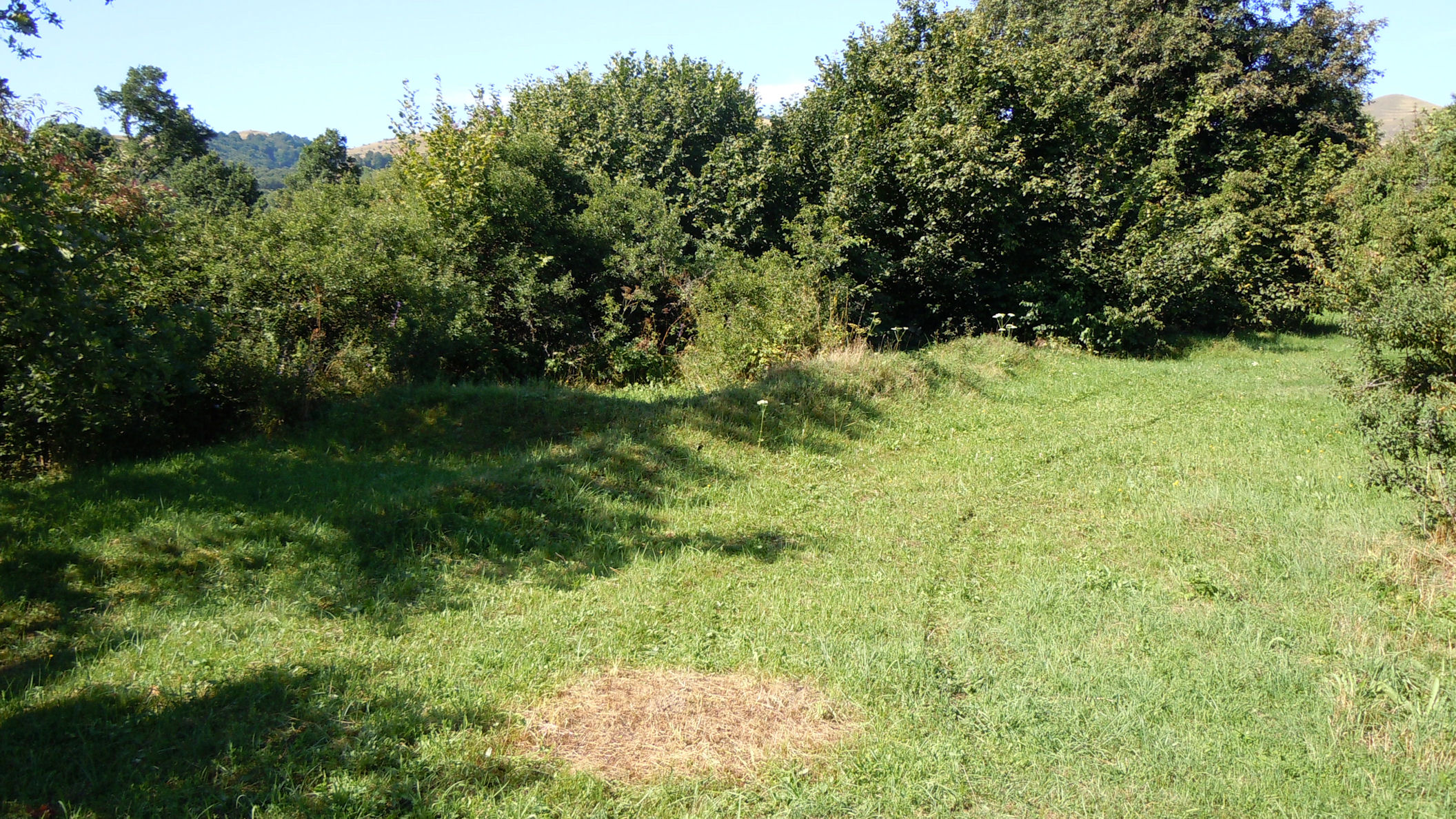
Castrul Resculum de la localitatea românească Bologa
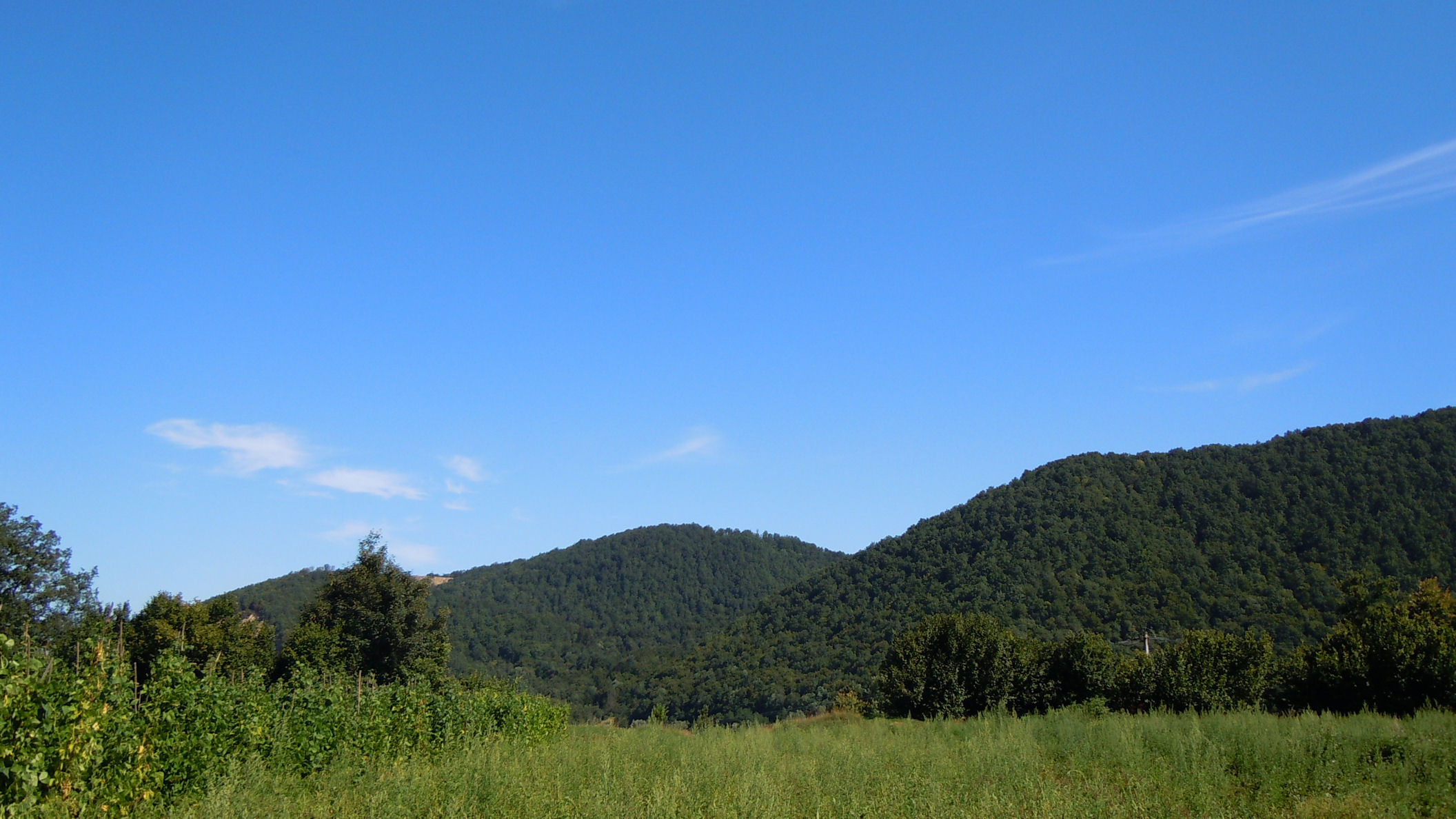
Castrul Resculum de la localitatea românească Bologa
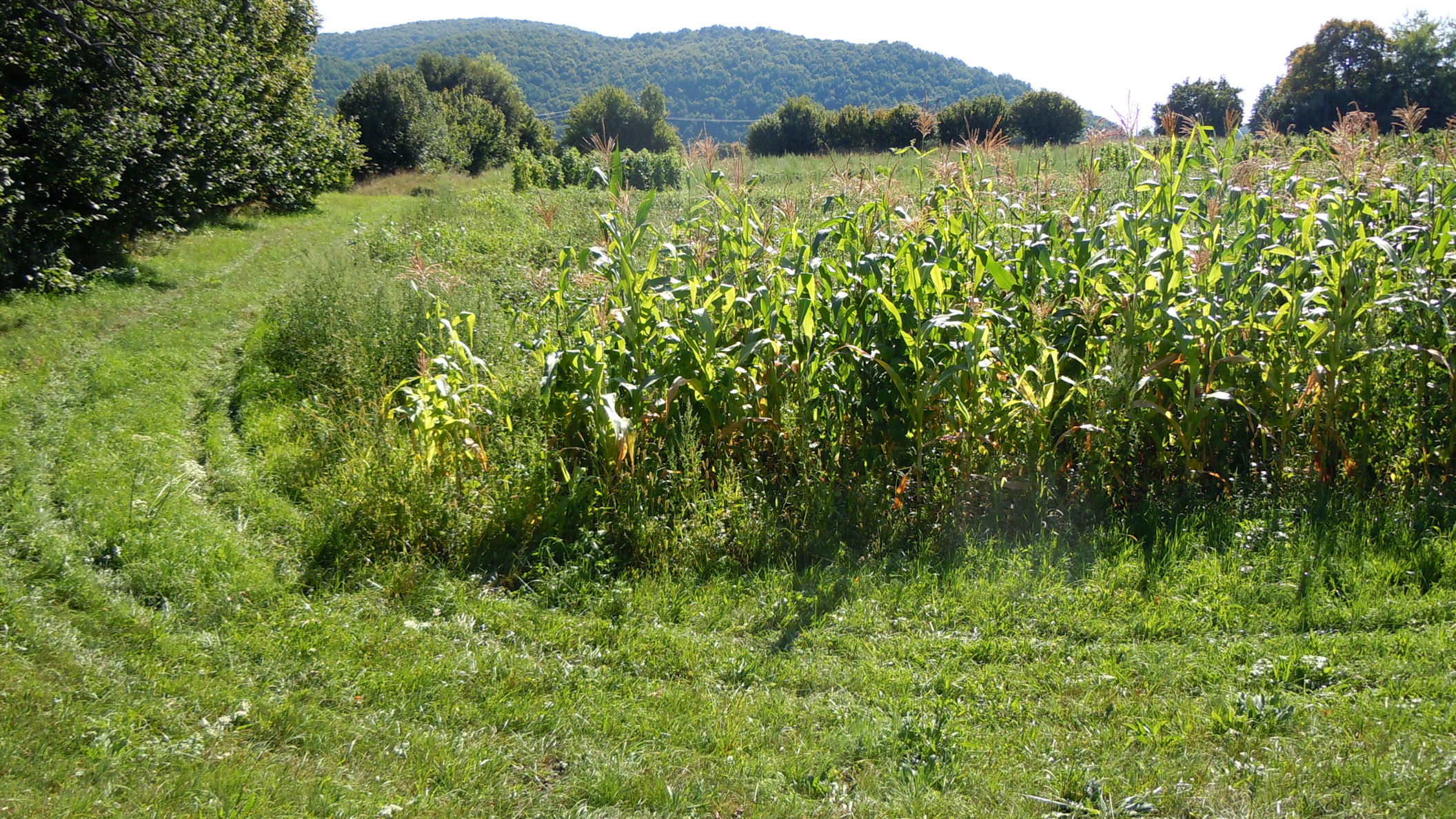
Castrul Resculum de la localitatea românească Bologa
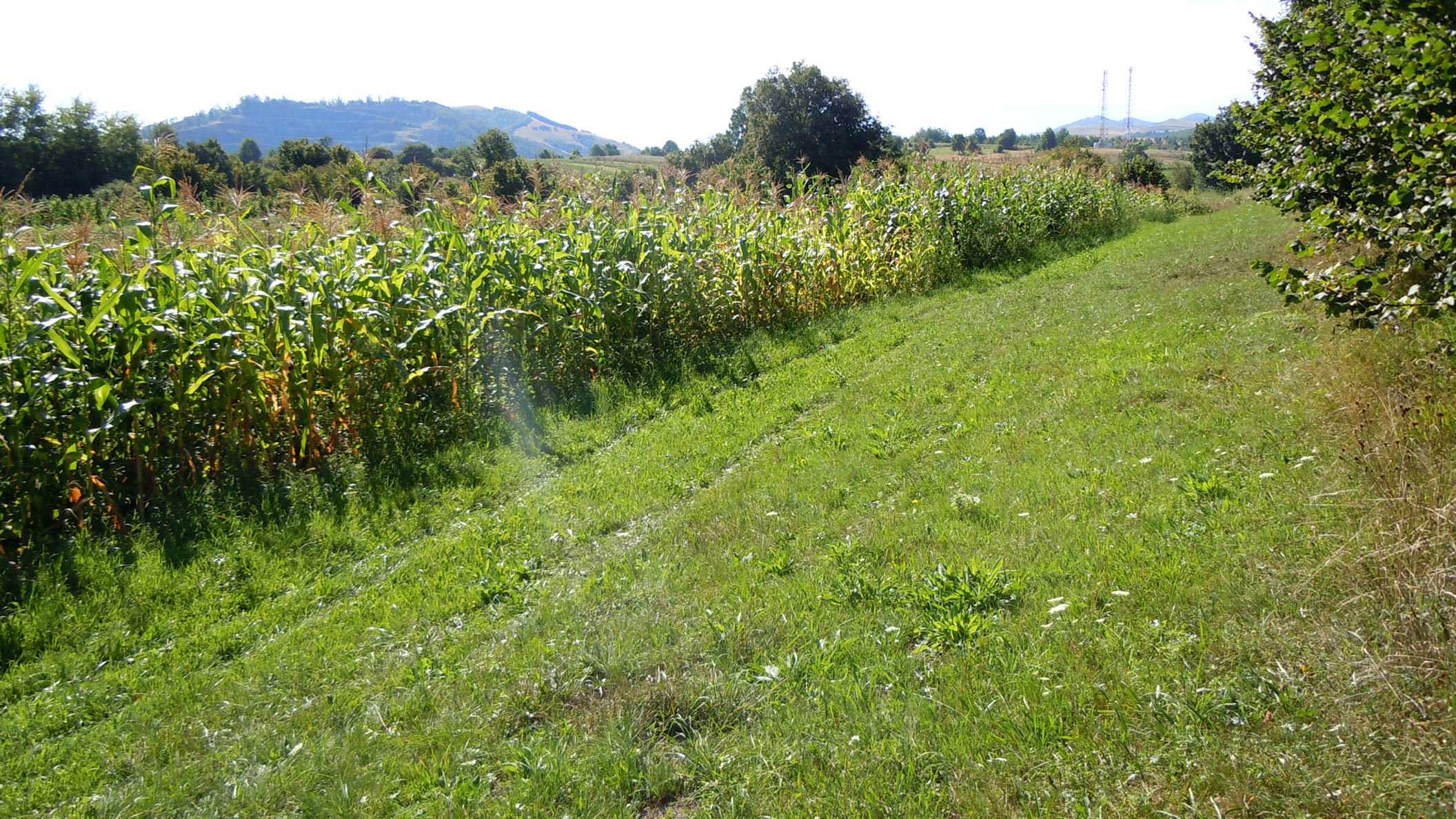
Castrul Resculum de la localitatea românească Bologa
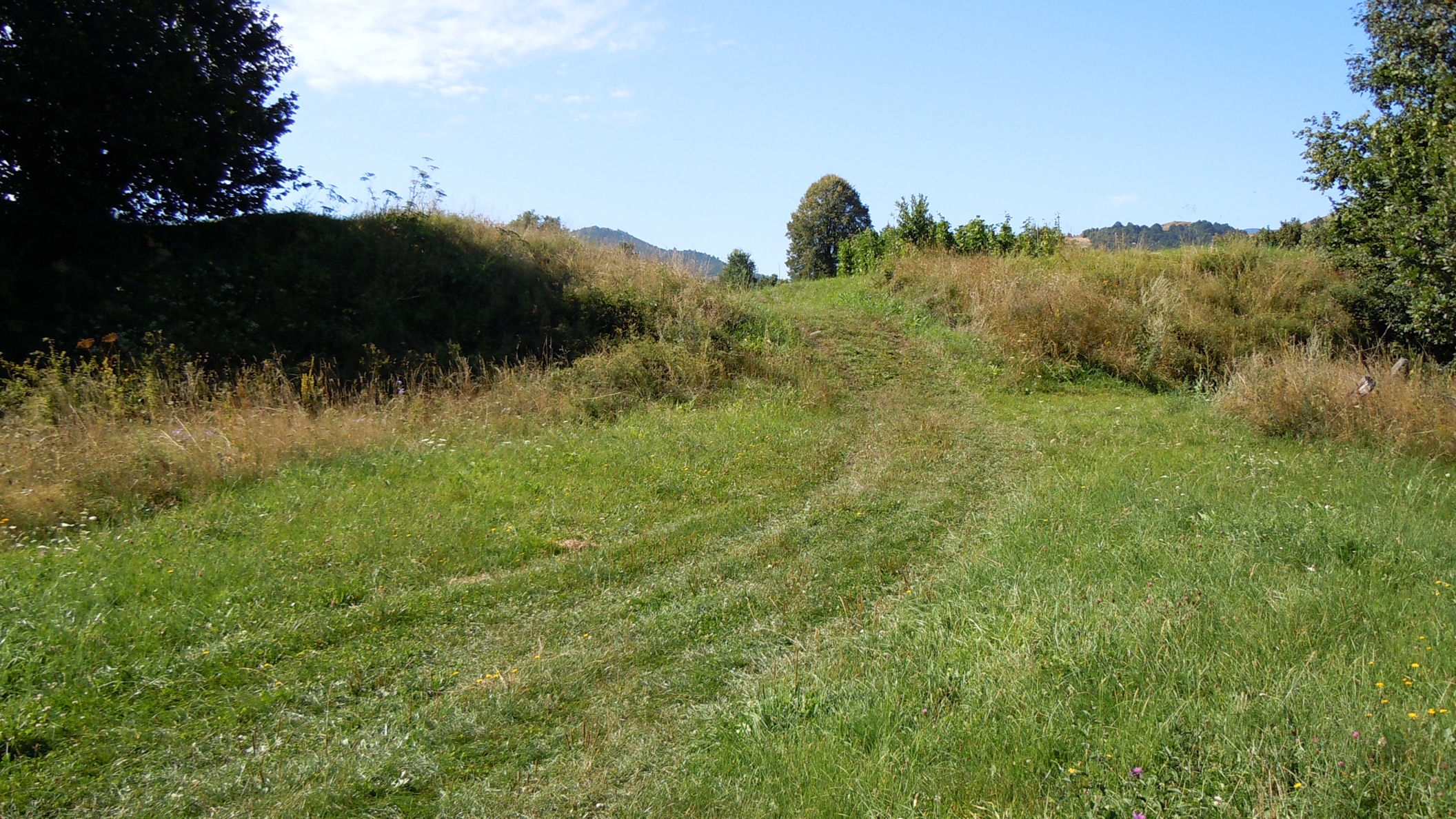
Castrul Resculum de la localitatea românească Bologa
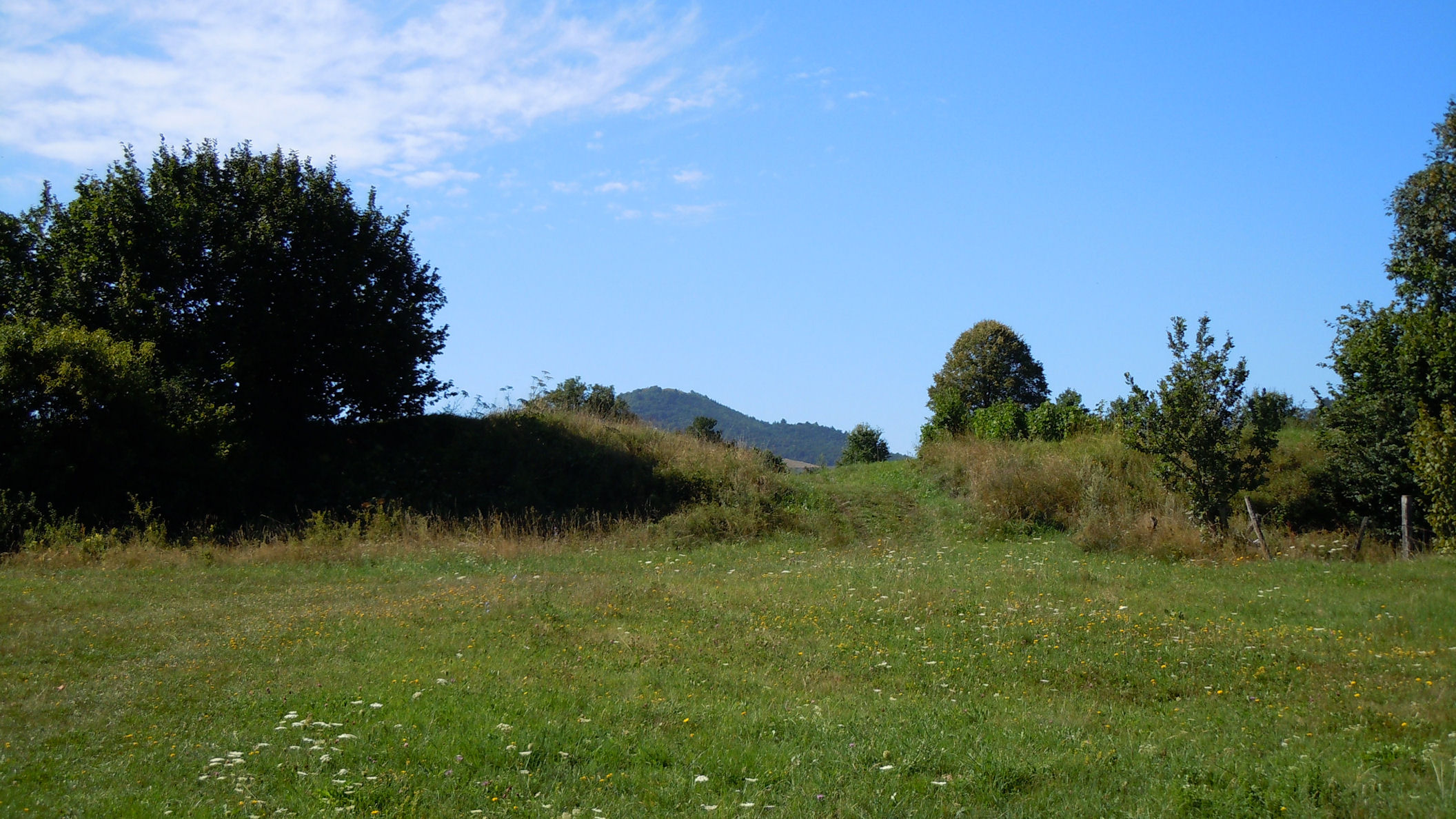
Castrul Resculum de la localitatea românească Bologa